# Comuna Nimereuca, Soroca
Comuna Nimereuca este o comună din raionul Soroca, Republica Moldova. Este formată din satele Nimereuca (sat-reședință) și Cerlina.

## Demografie
Conform datelor recensământului din 2014, comuna are o populație de 3.054 de locuitori. La recensământul din 2004 erau 3.740 de locuitori.

## Administrație și politică
Componența Consiliului local Nimereuca (13 consilieri), ales la 5 noiembrie 2023, este următoarea:
|  | Partid                                        | Consilieri | Componență | Componență | Componență | Componență | Componență |
|  | --------------------------------------------- | ---------- | ---------- | ---------- | ---------- | ---------- | ---------- |
|  | Partidul Socialiștilor din Republica Moldova  | 5          |            |            |            |            |            |
|  | Partidul Acțiune și Solidaritate              | 3          |            |            |            |            |            |
|  | Partidul Dezvoltării și Consolidării Moldovei | 2          |            |            |            |            |            |
|  | Candidat independent ANDREI TUCHILA           | 1          |            |            |            |            |            |
|  | Partidul Schimbării                           | 1          |            |            |            |            |            |
|  | Mișcarea „Respect Moldova”                    | 1          |            |            |            |            |            |